# TVE Internacional
TVE Internacional é um canal da Radiotelevisión Espanhola, que transmite para o exterior através de satélites. Ela é transmitida em todo mundo, estando a maior parte de sua audiência localizada em Europa, América do Norte, América espanhola, Filipinas, Saara Ocidental e Guiné Equatorial).
Durante o dia vários boletins de notícias são proporcionados pelo canal 24 Horas (TVE 24h), cobrindo informação tanto da Espanha como internacional. O Telediario, transmitido pela pela La 1 (TVE 1) também é transmitido simultaneamente pelo canal internacional.
Antigamente, eram transmitidos um número limitado de anúncios, mas geralmente as interrupções da rede comercial nos programas transmitidos ao vivo em Espanha eram cobertos com um relógio e documentários breves com informação sobre Espanha e sua fauna, ainda que às vezes mostravam-se os anúncios. A raiz da eliminação de publicidade em Televisão Espanhola só se emitem promoções do próprio canal.

## História
A TVE Internacional começou suas transmissões em testes em 1 de dezembro de 1989 e de forma oficial em 1 de dezembro de 1990. Em seus primeiros anos, o canal transmitiu para a América e Europa uma única programação, integrada pela retransmissão de espaços estreados na La 1 e La 2. Desde 15 de abril de 1991 passou a desenhar uma programação diferenciada para um e outros continentes. Desde 1992, a TVE Internacional transmite através do satélite Astra e Hispasat para a América hispânica.
O sinal de TVE Internacional pode ser recebido na Ásia e na Oceania desde dezembro de 1995 e na África desde o dia 12 de outubro de 1999.

## Sintonização
A RTVE dispõe de uma listagem de frequências atualizadas do canal no site do canal, consultável também nos parâmetros de transmissão por satélite.
Na Europa, encontra-se disponível no satélite Astra 19.2ºE na frequência 11.656-V / 22000 ( MPEG-2 / DVB-S ) em FTA (Aberto).
- Até o 28 de fevereiro de 2014 também pelo satélite Hot Bird 13ºE na frequência 11.727-V / 27500 ( MPEG-2 / DVB-S ) em FTA (Aberto)

Na América,  está disponível como parte do pacote digital da RTVE para os Estados Unidos no Hispasat 1C 30ºO (codificados), de modo que para acessá-los precisa pagar uma plataforma de pagamento desse país.
Na África, encontra-se disponível no satélite NSS7 22ºOu na frequência 4179-H / 28125 ( MPEG-2 / DVB-S ) em FTA (Aberto)
Na Ásia, encontra-se disponível no satélite Asiasat 100.5ºE na frequência 4000-H / 28125 ( MPEG-2 / DVB-S ) em FTA (Aberto)

## Estrutura de sinais
- TVE Internacional América 1/America 3: Estados Unidos-Costa Este, Argentina, Chile, Colômbia,Brasil, Uruguai, Peru, Venezuela e outros países da região.[1][2][3][4][5]
- TVE Internacional América 2: Estados Unidos-Costa Oeste, Canadá, México, Centro América e República Dominicana.[6]
- TVE Internacional Europa: Europa ocidental, Europa do Leste, Rússia Européia, África, Ásia menor e Oriente Médio.
- TVE Internacional Ásia: Parte da península Arábiga, Ásia Central, Sudeste asiático, Austrália, Nova Zelândia e Ilhas do pacífico.[7]
- Canal 24 Horas Internacional: América e Europa (É mesmo canal que Espanha, com a excepção que emite publicidade relacionada com os programas de TVE Internacional)

## Programação
Sua programação consta principalmente dos telejornais transmitidos pela televisão digital terrestre na Espanha. Isto faz com que que transmita simultaneamente com a Espanha. O resto da programação é preenchida com espaços próprios da TVE e retransmissões com séries e filmes espanhóis das quais a TVE dispõe de direitos para todo mundo. Muito raramente emitem-se eventos desportivos disputados em Espanha, e sempre em diferido por questões de direitos.